# Chronologie des microprocesseurs

Comparaison des tailles des nœuds du processus de fabrication des semi-conducteurs avec certains objets microscopiques et les longueurs d'onde de la lumière visible.

## Années 1970
Dans les années 1970 les microprocesseurs traitent des mots de 8 bits et sont surtout fabriqués en technologie NMOS.
| Date | Nom      | Manufacturier | Horloge | Géométrie | Nombre de transistors | Loi de Moore |
| ---- | -------- | ------------- | ------- | --------- | --------------------- | ------------ |
| 1971 | 4004     | Intel         | 740 kHz | 10 µm     | 2 250                 | 2 250        |
| 1972 | 8008     | Intel         | 500 kHz | 10 µm     | 3 500                 | 3 400        |
| 1974 | 6800     | Motorola      | 2 MHz   | -         | 4 100                 | 6 750        |
| 1974 | 8080     | Intel         | 2 MHz   | 6 µm      | 6 000                 | 6 750        |
| 1974 | 1802     | RCA           | 3,2 MHz | 5 µm      | 5 000                 | 6 750        |
| 1974 | TMS-1000 | Texas Inst.   | 400 kHz | 8 µm      | 8 000                 | 6 750        |
| 1975 | 6502     | MOS Techno.   | 1 MHz   | -         | 4 000                 | 9 000        |
| 1976 | Z80      | Zilog         | 2 MHz   | 4 µm      | 8 500                 | 13 500       |
| 1976 | 8085     | Intel         | 5 MHz   | 3 µm      | 6 500                 | 13 500       |
| 1976 | TMS-9900 | Texas Inst.   | 3,3 MHz | -         | 8 000                 | 13 500       |
| 1977 | 6100     | Intersil      | 4 MHz   | -         | 20 000                | 18 000       |
| 1978 | 8086     | Intel         | 5 MHz   | 3 µm      | 29 000                | 27 000       |
| 1978 | 6801     | Motorola      | -       | 5 µm      | 35 000                | 27 000       |
| 1979 | Z8000    | Zilog         | -       | -         | 17 500                | 36 000       |
| 1979 | 8088     | Intel         | 5 MHz   | 3 µm      | 29 000                | 36 000       |
| 1979 | 6809     | Motorola      | 1 MHz   | 5 µm      | 40 000                | 36 000       |
| 1979 | 68000    | Motorola      | 8 MHz   | 4 µm      | 68 000                | 36 000       |

## Années 1980
Dans les années 1980 les microprocesseurs traitent des mots de 16 et même 32 bits et sont surtout fabriqués en technologie CMOS.
| Date | Nom       | Manufacturier | Horloge | Géométrie | Nombre de transistors | Loi de Moore |
| ---- | --------- | ------------- | ------- | --------- | --------------------- | ------------ |
| 1980 | 16032     | National      | -       | -         | 60 000                | 54 000       |
| 1981 | 6120      | Harris        | 10 MHz  | -         | 20 000                | 72 000       |
| 1981 | T-11      | DEC           | 2,5 MHz | 5 µm      | 17 000                | 72 000       |
| 1982 | RISC-I    | Berkely       | 1 MHz   | 5 µm      | 44 500                | 108 000      |
| 1982 | 80186     | Intel         | 6 MHz   | -         | 55 000                | 108 000      |
| 1982 | 80286     | Intel         | 6 MHz   | 1,5 µm    | 134 000               | 108 000      |
| 1983 | RISC-II   | Berkely       | 3 MHz   | 3 µm      | 41 000                | 144 000      |
| 1984 | 68020     | Motorola      | 16 MHz  | 2 µm      | 190 000               | 216 000      |
| 1984 | 32032     | National      | -       | -         | 70 000                | 216 000      |
| 1985 | 386       | Intel         | 16 MHz  | 1,5 µm    | 275 000               | 288 000      |
| 1985 | Micro-VAX | DEC           | -       | -         | 125 000               | 288 000      |
| 1985 | R2000     | MIPS          | 8 MHz   | 2 µm      | 115 000               | 288 000      |
| 1985 | R3000     | MIPS          | 12 MHz  | 1,2 µm    | 120 000               | 288 000      |
| 1986 | Z80000    | Zilog         | -       | -         | 91 000                | 432 000      |
| 1986 | SPARC     | Sun           | 40 MHz  | 0,8 µm    | 800 000               | 432 000      |
| 1987 | 68030     | Motorola      | 16 MHz  | 1,3 µm    | 273 000               | 576 000      |
| 1988 | 386 SX    | Intel         | 16 MHz  | 1 µm      | 275 000               | 864 000      |
| 1989 | 486       | Intel         | 25 MHz  | 1 µm      | 1 180 000             | 1 152 000    |

## Années 1990
Dans les années 1990 les microprocesseurs traitent des mots de 32 bits. La fréquence du bus ne peut plus suivre celle du microprocesseur. Apparaissent donc deux horloges : une externe et une interne, plus rapide.
| Date | Nom               | Manufacturier | Horloge     | Géométrie | Nombre de transistors (millions) | Loi de Moore (millions) |
| ---- | ----------------- | ------------- | ----------- | --------- | -------------------------------- | ----------------------- |
| 1990 | 386 SL            | Intel         | 20 MHz      | 1 µm      | 0,85                             | 1,73                    |
| 1990 | 68040             | Motorola      | 40 MHz      | -         | 1,2                              | 1,73                    |
| 1990 | POWER1            | IBM           | 20-30 MHz   | -         | 6,9                              | 1,73                    |
| 1991 | 486 SL            | Intel         | 33 MHz      | 0,7 µm    | 1,4                              | 2,3                     |
| 1991 | R-4000            | MIPS          | 100 MHz     | 0,8 µm    | 1,35                             | 2,3                     |
| 1992 | Alpha 21064       | DEC           | 150 MHz     | 0,7 µm    | 1,68                             | 3,45                    |
| 1992 | microSPARC I      | Sun           | 40-50 MHz   | 0,8 µm    | 0,8                              | 3,45                    |
| 1993 | PowerPC 601       | IBM-Motorola  | 50 MHz      | 0,6 µm    | 2,8                              | 4,6                     |
| 1993 | Pentium           | Intel         | 60 MHz      | 0,8 µm    | 3,1                              | 4,6                     |
| 1993 | POWER2            | IBM           | 55-71 MHz   | 0,72 µm   | 23                               | 4,6                     |
| 1994 | 68060             | Motorola      | 50 MHz      | 0,6 µm    | 2,5                              | 6,9                     |
| 1994 | PowerPC 603       | IBM-Motorola  | 60-120 MHz  | 0,5 µm    | 1,6                              | 6,9                     |
| 1994 | PowerPC 604       | IBM-Motorola  | 100-180 MHz | 0,5 µm    | 3,6                              | 6,9                     |
| 1995 | Pentium Pro       | Intel         | 200 MHz     | 0,35 µm   | 5,5                              | 9,2                     |
| 1995 | UltraSPARC        | Sun           | 143-167 MHz | 0,47 µm   | 5,2                              | 9,2                     |
| 1996 | K5                | AMD           | 75 MHz      | 0,5 µm    | 4,3                              | 13,8                    |
| 1996 | Alpha 21164       | DEC           | 500 MHz     | 0,35 µm   | 9,6                              | 13,8                    |
| 1997 | Pentium II        | Intel         | 233 MHz     | 0,35 µm   | 7,5                              | 18,4                    |
| 1997 | PowerPC 620       | IBM-Motorola  | 120-150 MHz | 0,35 µm   | 6,9                              | 18,4                    |
| 1997 | K6                | AMD           | 166 MHz     | 0,35 µm   | 8,8                              | 18,4                    |
| 1997 | UltraSPARC II     | Sun           | 250-400 MHz | 0,35 µm   | 5,4                              | 18,4                    |
| 1997 | PowerPC-750 (G3)  | IBM-Motorola  | 233-366 MHz | 0,26 µm   | 6,35                             | 18,4                    |
| 1998 | POWER3            | IBM           | 200 MHz     | 0,25 µm   | 15                               | 36,8                    |
| 1999 | Pentium III       | Intel         | 450 MHz     | 0,25 µm   | 9,5                              | 36,8                    |
| 1999 | PowerPC 7400 (G4) | Motorola      | 350-500 MHz | 0,2 µm    | 10,5                             | 36,8                    |
| 1999 | Athlon            | AMD           | 1 GHz       | 0,18 µm   | 22                               | 36,8                    |

## Années 2000
Dans les années 2000, la progression de la fréquence ralentit sensiblement à cause de l'augmentation rapide de la dissipation thermique, et ce malgré les diminutions successives de la finesse de gravure. Des processeurs multi-cœur font peu à peu leur apparition.
| Date | Nom                      | Manufacturier    | Horloge        | Géométrie     | Nombre de transistors (millions) | Loi de Moore (millions) |
| ---- | ------------------------ | ---------------- | -------------- | ------------- | -------------------------------- | ----------------------- |
| 2000 | Athlon XP                | AMD              | 1,3 GHz        | 180 nm        | 37,5                             | 55,2                    |
| 2000 | Pentium 4                | Intel            | 1,4 GHz        | 180 nm        | 42                               | 55,2                    |
| 2000 | 20K                      | MIPS             | -              | -             | 7,2                              | 55,2                    |
| 2000 | UltraSPARC II            | Sun              | -              | -             | 29                               | 55,2                    |
| 2001 | Itanium                  | Intel            | 722 MHz        | -             | 25                               | 73,7                    |
| 2001 | POWER4                   | IBM              | 1,1-1,4 GHz    | 90 nm         | 174                              | 73,7                    |
| 2001 | UltraSPARC III           | Sun              | 750-1200 MHz   | 130 nm        | 29                               | 73,7                    |
| 2001 | PowerPC 7450 (G4)        | Motorola         | 733-800 MHz    | 180 nm        | 33                               | 73,7                    |
| 2002 | Itanium II               | Intel            | 900 MHz        | -             | 410                              | 110,6                   |
| 2003 | Pentium M                | Intel            | 900 MHz        | 130 nm        | 77                               | 147,5                   |
| 2003 | Pentium 4 Extreme (EE)   | Intel            | 3,8 GHz        | 130 nm        | 175                              | 147,5                   |
| 2003 | PowerPC 970 (G5)         | IBM              | 1,6-2,0 GHz    | 130 nm        | 52                               | 147,5                   |
| 2004 | POWER5                   | IBM              | 1,65-1,9 GHz   | 130 nm        | 276                              | 221,25                  |
| 2005 | Pentium D                | Intel            | 3,0 GHz        | 90 nm         | 230                              | 295                     |
| 2005 | UltraSPARC IV            | Sun              | 1-1,35 GHz     | 130 nm        | 66                               | 295                     |
| 2005 | Athlon 64 / Athlon 64 X2 | AMD              | 3,2 GHz (2007) | 90 nm / 65 nm | 122 / 221 (X2)                   | 295                     |
| 2006 | Core 2                   | Intel            | 3 GHz          | 65 nm         | 291 (Duo) / 2x291 (Quad)         | 442,5                   |
| 2006 | Cell                     | IBM-Sony-Toshiba | 3,2-4,6 GHz    | 90 nm         | 241                              | 442,5                   |
| 2006 | Itanium 2 Duo            | Intel            | 1,6 GHz        | 90 nm         | 1 700                            | 442,5                   |
| 2007 | Phenom                   | AMD              | 2,6 GHz        | 65 nm         | 463                              | 590                     |
| 2007 | POWER6                   | IBM              | 3,5-4,7 GHz    | 65 nm         | 790                              | 590                     |
| 2008 | Core 2                   | Intel            | 3,2 GHz        | 45 nm         | 410 (Duo) / 2x410 (Quad)         | 885                     |
| 2008 | z10                      | IBM              | 4,4 GHz        | 65 nm         | 993                              | 885                     |
| 2008 | Atom                     | Intel            | 0,8-1,6 GHz    | 45 nm         | 47                               | 885                     |
| 2008 | Core i7                  | Intel            | 3,2 GHz        | 45 nm         | 730                              | 885                     |
| 2009 | Phenom II                | AMD              | 3 GHz          | 45 nm         | 758                              | 1 180                   |

## Années 2010
Dans les années 2010, la fréquence de l'horloge est stable. Le nombre de cœurs augmente peu à peu. Vers la fin de la décennie le processeur contient 2, 4 ou 8 cœurs. Une nouvelle tendance apparaît, le module multi-puces (MCM) fait de plusieurs puces séparées ou chiplets (en).
| Date | Nom                 | Fabricant | Horloge (GHz) | Géométrie | Nombre de transistors (millions) | Loi de Moore (millions) | Nombre de cœurs                            |
| ---- | ------------------- | --------- | ------------- | --------- | -------------------------------- | ----------------------- | ------------------------------------------ |
| 2010 | POWER7              | IBM       | 3-4,25        | 45 nm     | 1 200                            | 1 770                   | 4-8                                        |
| 2011 | Sandy Bridge        | Intel     | 1,6-3,4       | 32 nm     | 995                              | ?                       | 1-4 (4-6 Extreme) et (6-8 pour les Xeon)   |
| 2013 | Haswell             | Intel     | 1,9-4,4       | 22 nm     | 1 400                            | ?                       | 2-4 (6-8 Extreme) et (2-18 pour les Xeon)  |
| 2014 | Broadwell           | Intel     | 1,8-4         | 14 nm     | 1900                             | ?                       | 2-4 (6-10 Extreme) et (4-24 pour les Xeon) |
| 2016 | Kaby Lake           | Intel     | 1,9-4,5       | 14 nm     | 2 160                            | ?                       | 2-4                                        |
| 2017 | Ryzen 1000          | AMD       | 3,2-4,1       | 14 nm     | 4 800                            | ?                       | 4-16                                       |
| 2017 | Coffee Lake         | Intel     | 1,7-4         | 14 nm     | 3 000                            | ?                       | 2-6                                        |
| 2018 | Ryzen 2000          | AMD       | 2,8-4,4       | 12 nm     | 4 940                            | ?                       | 4-32                                       |
| 2018 | Coffee Lake Refresh | Intel     | 1,8-5         | 14 nm     | 3 000                            | ?                       | 2-8                                        |
| 2019 | Ryzen 3000          | AMD       | 2,1-4,7       | 7 nm      | 3 800                            | ?                       | 4-64                                       |
| 2019 | Comet Lake          | Intel     | 1,1-5,3       | 14 nm     | ?                                |                         | 2-10                                       |

## Années 2020
Dans les années 2020, la finesse de gravure est de plus en plus petite et tend vers le nm.
| Date | Nom          | Manufacturier | Horloge     | Géométrie | Nombre de transistors (milliards) | Nombre de cœurs |
| ---- | ------------ | ------------- | ----------- | --------- | --------------------------------- | --------------- |
| 2020 | Ryzen 4000   | AMD           | 1,7-4,4 GHz | 7 nm      | 4,8                               | 4-8             |
| 2020 | Ryzen 5000   | AMD           | 3,4-4,9 GHz | 7 nm      | ?                                 | 6-16            |
| 2020 | Apple M1     | Apple/TSMC    | 2,1-3,2 GHz | 5 nm      | 16                                | 8               |
| 2021 | Apple M1 Max | Apple/TSMC    | 2,1-3,2 GHz | 5 nm      | 57                                | 10              |